# Pirámide del odio

Traducción al castellano de la pirámide del odio

La pirámide del odio es una figura que clasifica distintos niveles de discurso del odio y delitos de odio. En ella se catalogan diferentes tipos de actitudes y actos que crecen en complejidad, desde la base hacia la cúspide de la pirámide. Es decir, van de un menor aunque negativo impacto hacia actos que representan mayor amenaza.
La figura es obra de la Anti-Defamation League, una organización creada en 1913, para parar la difamación del pueblo judío como forma de asegurar la justicia y sus derechos civiles y humanos. Sin embargo, se ha utilizado como herramienta educativa, también, para trabajar en la sensibilización contra el discurso del odio contra la población homosexual, inmigrante y otros grupos discriminados.

## Descripción
A continuación, se enuncian las zonas de la pirámide, desde el inferior hasta la cúspide, y se apuntan los tipos de actos clasificados en cada zona:
- Base: actitudes prejuiciosas
  - Aceptar estereotipos
  - Lenguaje no inclusivo
  - Bromas hirientes
  - Comentarios insensibles
  - Culpar a alguien de algo, basándose en su identidad
  - Aceptar información negativa sobre un grupo y rechazar la positiva

- Segundo escalón. Actos prejuiciosos
  - Acosar
  - Aislar
  - Excluir
  - Insultar
  - Poner motes
  - Ridiculizar

- Tercer escalón. Discriminación
  - Discriminación laboral
  - Discriminación económica
  - Discriminación educativa
  - Discriminación política
  - Discriminación en la vivienda
  - Segregación

- Cuarto escalón. Violencia
  - Individual
    - Amenazas
    - Agresiones
    - Violación
    - Asesinato

  - Comunidad
    - Vandalismo
    - Profanación
    - Terrorismo
    - Incendio provocado

- Cúspide. Genocidio. Es la exterminación deliberada y sistemática de un pueblo

Se interpreta que, para que se den los niveles superiores, deben darse los inferiores, de manera similar a una pirámide: la cúspide se apoya en los niveles inferiores y la base. Dicho de otra manera, aceptar los comportamientos de los niveles inferiores puede desembocar en que se generan los actos de los niveles superiores.
Los niveles de respuesta a cada escalón igualmente son diferentes. Para los primeros, se propone promover la diversidad en la educación y en los medios de comunicación. En la zona media, debe haber un procesamiento civil. En la última parte, un procesamiento criminal.